# چناق‌بلاغ (قبله)
چناق‌بلاغ (به ترکی آذربایجانی: Çanaqbulaq) یک منطقه مسکونی در جمهوری آذربایجان است که در شهرستان قبله واقع شده‌است.